# ラファエウ・アウグスト・ソビス・ド・ナシメント
ラファエウ・アウグスト・ソビス・ド・ナシメント（Rafael Augusto Sóbis do Nascimento, 1985年6月17日 - ）は、ブラジル・リオグランデ・ド・スル州出身の元サッカー選手。現役時代のポジションはフォワード。

## 経歴

### クラブ
ブラジルのストライカー。デビュー2年目のシーズンで19ゴール、10アシストという成績を残しヨーロッパにまでその名を轟かせた。ACミラン、インテル、ユヴェントスFC、マンチェスター・ユナイテッドFC、ヴェルダー・ブレーメン、ASモナコといった強豪クラブが獲得に乗り出していたがリーガ・エスパニョーラのレアル・ベティスが移籍金1000万ユーロで獲得をした。2008年夏に移籍金1050万ユーロでUAEリーグのアル・ジャジーラ・クラブに移籍した。フルミネンセFCにレンタル移籍後、完全移籍した。2014年12月、UANLティグレスへの移籍を経て、2016年6月にはクルゼイロECに移籍した。

### 代表
2005年のFIFAワールドユース選手権でブラジルのエースストライカーとして出場し、3位入賞に貢献した。本人も大好きなロナウジーニョや尊敬するロナウド、アドリアーノらとFIFAワールドカップ・ドイツ大会の舞台でプレーするのが夢だと語っていたが、フレッジらとのブラジル代表第4フォワード争いに敗れ、出場はならなかった。2006年8月にSCインテルナシオナルをコパ・リベルタドーレス優勝に導いた功績もあって、大会直後にブラジルA代表入り。9月にロンドンで行われたアルゼンチン戦にてA代表デビューを果たしている。2008年夏、北京オリンピックメンバーに選出され、銅メダルを獲得した。

## エピソード
彼がレアル・ベティス移籍後にインテルナシオナルの背番号11をつけたのが、アレシャンドレ・パトである。